# Szkółki
Szkółki – wieś w Polsce, położona w województwie kujawsko-pomorskim, w powiecie żnińskim, w gminie Rogowo. Wchodzi w skład sołectwa Skórki.
W latach 1975–1998 miejscowość administracyjnie należała do województwa bydgoskiego.